# The Impostor (pel·lícula de 1915)
The Impostor és una pel·lícula muda dirigida per Albert Capellani i protagonitzada per Jose Colins i Alec B. Francis, entre d'altres. Rodada a Fort Lee, els exteriors es van rodar a Pittsburg i Boston. La pel·lícula, basada en la peça de teatre homònima de Douglas Murray, es va estrenar el 6 de setembre de 1915. Es tracta de la primera pel·lícula en que va participar Collins i la segona que va filmar el director als Estats Units.

## Argument
Després que el milionari propietari de mines, Sir Anthony Gregson, compri les accions del negoci familiar al seu germà, aquest, un mercenari a qui anomenen "Blink", viatja a Amèrica. Allà, el fill de Sir Anthony, Aubrey, es nega a casar-se amb el partit escollit pel seu pare, per lo que el pare decideix retallar-li l'assignació. A la vegada, Sir Anthony, després de rebutjar les demandes de millores laborals dels seus treballadors en vaga pateix una crisi per lo que el seu metge li recomana un viatge per mar.
El seu iot fondeja davant on viu Blink, i durant una discussió a la cabana d'aquest, Sir Anthony pateix un embòlia i mor. Blink es fa passar pel seu germà i, amb "Tearer", una noia que ha fet amistat, salpa cap a Anglaterra. Un cop allí Blink accepta les demandes dels treballadors, millora les condicions dels habitatges dels seus inquilins i redueix el preu del lloguer. També accepta que Aubrey es casi amb la noia que estima. Mentrestant, Gouger, un amic de Blink, descobrieix el cos de Sir Anthony i pensa que es tracta del cos de Blink, que ha estat assassinat pel seu germà i viatja a Anglaterra. Allà Blink li aclareix el misteri. Malgrat que Aubrey ha escoltat la conversa decideix que les coses segueixin com estan i finalment Blink es casa amb Tearer.

## Repartiment
- Jose Collins (“Tearer”)
- Alec B. Francis (Sir Anthony Gregson/Blink)
- Leslie Stowe (Gouger)
- Summer Gard (Aubrey, fill de Sir Anthony)
- Edward Kimball (Mr. Priestley)
- Dorothy Fairchild (Mary Priestley)
- Jacqueline Morhange[7]